# El Paso, Michoacán de Ocampo
El Paso är en ort i Mexiko.   Den ligger i kommunen Cotija och delstaten Michoacán de Ocampo, i den centrala delen av landet, 400 km väster om huvudstaden Mexico City. El Paso ligger 1 607 meter över havet och antalet invånare är 283.
Terrängen runt El Paso är huvudsakligen kuperad, men åt sydost är den platt. El Paso ligger nere i en dal. Runt El Paso är det ganska glesbefolkat, med 50 invånare per kvadratkilometer. Närmaste större samhälle är Cotija de la Paz, 7,3 km väster om El Paso. I omgivningarna runt El Paso växer huvudsakligen savannskog.